# Guaraíta
Guaraíta é um município brasileiro do estado de Goiás. Situado na região do Vale do São Patrício; Mesorregião Centro Goiano; Microrregião de Ceres. Sua população segundo o censo do IBGE (2022) era de 2.188 habitantes. Sua sede municipal está localizada a aproximadamente 13 km de Itapuranga.

## Censo de 2010
Religiões em Guaraíta (2010)
Segundo o Censo do Instituto Brasileiro de Geografia e Estatística (IBGE), em 2010 52,39% da população do município era evangélica, 37.03% eram católicos romanos,  10.35% não tinha religião, 0,12% eram Testemunhas de Jeová e 0,12% eram espíritas.
Guaraíta foi o único município de Goiás em que o Protestantismo formava a maioria da população e um dos três municípios de Goiás em que o Protestantismo foi maior que o Catolicismo Romano no Censo de 2010, juntamente com Cristianópolis e Palestina de Goiás.
Detre as denominações protestantes em Guaraíta, a maioria da população era pentecostal, cerca de 52,10% da população do município. Os presbiterianos constituem 0,12% e 0,24% são adventistas.
As Assembleias de Deus eram o maior grupo pentecostal, com 38,34% da população, seguida pela Igreja Evangélica Pentecostal O Brasil Para Cristo com 5,93% e Congregação Cristã no Brasil com 0,42%.

## Censo de 2022
Religiões em Guaraíta (2022)
Na divulgação dos resultados preliminares, do Censo de 2022, o IBGE informou que a população de Guaraíta era composta, no ano da realização do Censo, por: 60,2% protestantes, 32,7% de católicos romanos, 4,43% sem religião, 2,52% de outras religiões e 0,15% não sabia ou não respondeu ao questionário.
Neste ano, Guaraíta foi uma das 58 cidades brasileiras em que o Protestantismo era a religião majoritária e uma das 244 cidades onde era a maior religião.

Segundo o site institucional do município, Guaraíta teve início a partir de uma doação de terra feita fazendeiro Ovídio de Moraes Preto na década de 1960. Seu nome é a junção do lobo típico do Cerrado (Guará) com o termo Pedra em Guaraní (Ita). Em 1975 Guaraíta elevou à condição de distrito de Itapuranga pela lei estadual nº 8.019; e em 29 de abril de 1992 tornou-se município por meio da lei estadual 11.700.  